# Stabat Mater (Vivaldi)
Lo Stabat Mater RV 621 in Fa minore è un inno sacro composto da Antonio Vivaldi nel 1712 per essere eseguito come parte della Festa dei Sette Dolori di Maria Vergine a Brescia.

## Storia e struttura
Questo inno è una delle composizioni sacre più note di Vivaldi e fu commissionata dalla Chiesa di Santa Maria della Pace di Brescia (la città natale del padre di Vivaldi). Dopo la esecuzione, il lavoro vivaldiano cadde nell'oblio (come tutte le composizioni di Vivaldi) e fu ripresentato al pubblico nel settembre del 1939 dal compositore Alfredo Casella durante la Settimana Vivaldiana tenutasi a Siena.
La semplicità dello stile, la schiettezza dell'espressione e la ricchezza della melodia garantirono l'affermazione perenne dello Stabat Mater. Il lavoro sembra però esser stato scritto in fretta: le parti degli archi sono semplici, il tema del primo movimento viene ripetuto anche nei successivi due, la voce talvolta è accompagnata solo dal basso continuo e solo metà dell'inno è stato musicato. Tuttavia il lavoro rivela una certa profondità musicale ed emotiva e per questo viene considerato uno dei suoi primi lavori sacri più importanti. Lo Stabat Mater presenta inoltre alcune caratteristiche inusuali, come la predominanza dei movimenti lenti e delle chiavi minori (principalmente Fa e Do minore) e un'impostazione, anche se parziale, simile a un inno medioevale.
Struttura dello Stabat Mater RV 621:
1. Stabat Mater dolorosa
2. Cujus animam gementem
3. O quam tristis
4. Quis est homo
5. Quis non posset
6. Pro peccatis
7. Eja Mater
8. Fac ut ardeat
9. Amen

Nel 2001 viene eseguito al Ravenna Festival diretto da Riccardo Muti con i Wiener Philharmoniker nella Basilica di Sant'Apollinare in Classe.

## Curiosità
L'Eja Mater dello Stabat Mater di Vivaldi è utilizzato come musica di sottofondo per l'entrata del personaggio di Antonio Albanese, il prof. Duccio Troller, nel programma di Rai3 Che tempo che fa.
L'intro dello Stabat Mater è utilizzato nella scena del concerto sacro nel film del 1999 Il talento di Mr. Ripley.